# Chelonus saksauli
Chelonus saksauli är en stekelart som beskrevs av Vladimir Ivanovich Tobias 1974. Chelonus saksauli ingår i släktet Chelonus och familjen bracksteklar. Inga underarter finns listade i Catalogue of Life.